# Magnus Wislander
 Magnus Wislander  (Göteborg, 22. veljače 1964.) je nekadašnji rukometaš reprezentacije Švedske i danas radi kao pomoćni trener u švedskom rukometnom klubu Redbergslids IK.
Magnus Wislander je igrao na poziciji srednjeg vanjskog, tek u zadnjim godinama svoje karijere je igrao na poziciji pivota. U svojoj karijeri je osvoji mnoštvo medalja s reprezentacijom i vodio svoje klubove THW Kielu i Redbergslids IK do nekoliko prva mjesta u prvenstvima. Radi svoje izvanredne igre je izabran za najboljeg igrača stoljeća od Svjetskog rukometnog saveza.
U dvorani THW Kiela visi ispod krova majica s brojem 2. Wislanderu u čast se više ne dijeli majica s brojem 2.

## Dosadašnji klubovi
- Tuve IF (1973. – 1979.)
- Redbergslid IK Göteborg (1979. – 1990.)
- THW Kiel (1990. – 2002.)
- od 2002. kao trener-igrač u Redbergslid IK Göteborg

## Uspjesi
- Prvak Njemačke 1994., 1995., 1996., 1998., 1999., 2000. i 2002.
- Do prvak Njemačke 1992.
- Pobjednik Njemačkog kupa 1998., 1999. i 2000.
- EHF Kup 1998. i 2002.
- Finale Lige prvaka 2000.
- Pobjednik Svjetskog rukometnog kupa 1992. i 1996.
- 5 puta prvak Švedske s Redbergslid Göteborgom
- Najbolji igrač europskog prvenstva 2002.
- Najbolji stranac u Prvoj njemačkoj rukometnoj ligi 1993./94., 1994./95. i 1995./96.
- Svjetski rukometaš stoljeća
- Zvijezda prve njemačke rukometne lige
- Švedski rukometaš stoljeća
- Najbolji strijelac Švedske rukometne reprezentacije
- Rekorder po nastupima u Švedskoj rukometnoj reprezentaciji
- Najbolji rukometaš Švedske 1985./86.  i 1989./90.
- Najbolji igrač svijeta 1990.
- "Najbolji igrač stoljeća u THW Kielu"
- Izabran u momčad sezone 1999./2000., 2000./2001. i 2001./2002.
- Najbolji igrač Prve njemačke lige 1999./2000.
- Sportaš godine u Kielu 1994. – 1999.
- Odličje grada Kiela

## Vanjske poveznice
- Magnus Wislaneder na stranicama THW Kiela  Arhivirana inačica izvorne stranice od 15. listopada 2013. (Wayback Machine)
- Galerija slika  Arhivirana inačica izvorne stranice od 17. siječnja 2008. (Wayback Machine)